# Вири (Псковська область)
Вири (рос. Виры) — присілок в Опочецькому районі Псковської області Російської Федерації.
Населення становить 13 осіб. Входить до складу муніципального утворення Пригородна волость.

## Історія
Від 2015 року входить до складу муніципального утворення Пригородна волость.

## Населення
| 2001 | 2002 | 2010 | 2013 | 2014 | 2015 | 2016 |
| ---- | ---- | ---- | ---- | ---- | ---- | ---- |
| 23   | ↘16  | ↘11  | ↗14  | ↘13  | ↘12  | ↗13  |